# 福原亨一
福原 亨一（ふくはら こういち、1932年4月14日 - 2020年6月）は、日本のジャーナリスト。元共同通信社北京支局長・論説委員長・情報企画局長。元岩手大学教授。専門は国際政治学。

## 人物・略歴
1955年、共同通信入社。東亜部 政治部 北京支局長（1966年〜1968年及び1975年〜1978年）。編集委員、論説委員長、情報企画局長を歴任。1992年、共同通信を退社。1993年、岩手大学人文社会科学部教授（〜1998年）。「近代化進める中国に関する報道」で辺見秀逸（共同通信社北京支局員）と共に、1978年度日本新聞協会賞受賞。